# Anthony Anderson
Anthony Alvin Anderson (Los Angeles, 15 agosto 1970) è un attore e personaggio televisivo statunitense. Divenuto famoso grazie al suo ruolo nella serie televisiva Black-ish, di cui è anche produttore, grazie alla quale ha ottenuto diverse candidature ai Golden Globe, Critics' Choice Awards e Primetime Emmy Awards. Ha inoltre recitato in numerose serie televisive, tra le quali Law & Order - I due volti della giustizia, Tutto in famiglia e The Shield.

## Biografia
Si trasferisce a Compton (California), inizia gli studi alla Hollywood High School Performing Arts Center, per terminarli a Howard University nel 1993. Appare nei film tv Alien Avengers (1996) e le sue prime partecipazioni televisive sono nei telefilm JAG - Avvocati in divisa (1996) e NYPD - New York Police Department (1998) e nella serie tv Tutto in famiglia con Damon Wayans. Dal 2005 al 2007 interpreta il ruolo di Antwon Mitchell nella serie tv The Shield. Dal 2008 al 2022 interpretato il detective Kevin Bernard in una sessantina di episodi della serie televisiva Law & Order - I due volti della giustizia. Dal 2014 è il protagonista di Black-ish.

## Vita privata
Figlio di un centralinista, è sposato con Alvina Renee Stewart, sua ex compagna di classe, dalla quale ha avuto due figli, Kyra e Nathan Anderson. Anthony è stato arrestato a Memphis per presunto stupro il 28 luglio 2004, rimanendo in carcere fino al 7 ottobre successivo: l'accusa è poi caduta per mancanza di prove. Una volta uscito, ha ripreso normalmente la sua attività di attore.

## Filmografia

### Attore

#### Cinema
- Life, regia di Ted Demme (1999)
- Romeo deve morire (Romeo Must Die), regia di Andrzej Bartkowiak (2000)
- Big Mama (Big Momma's House), regia di Raja Gosnell (2000)
- Io, me & Irene (Me, Myself & Irene), regia di Bobby e Peter Farrelly (2000)
- Urban Legend Final Cut (Urban Legend: Final Cut), regia di John Ottman (2000)
- Un gioco per due (Two Can Play That Game), regia di Mark Brown (2001)
- Venga il tuo regno (Kingdom Come), regia di Doug McHenry (2001)
- Spot, regia di John Whitesell (2001)
- Ferite mortali (Exit Wounds), regia di Andrzej Bartkowiak (2001)
- La bottega del barbiere (Barbershop), regia di Tim Story (2002)
- Kangaroo Jack - Prendi i soldi e salta (Kangaroo Jack), regia di David McNally (2003)
- Amici x la morte (Cradle 2 the Grave), regia di Andrzej Bartkowiak (2003)
- Malibu's Most Wanted - Rapimento a Malibù (Malibu's Most Wanted), regia di John Whitesell (2003)
- Scary Movie 3 - Una risata vi seppellirà (Scary Movie 3), regia di David Zucker (2003)
- Agente Cody Banks 2: Destinazione Londra (Agent Cody Banks 2: Destination London), regia di Kevin Allen (2004)
- Il padre di mio figlio (My Baby's Daddy), regia di Cheryl Dunye (2004)
- Hustle & Flow - Il colore della musica (Hustle & Flow), regia di Craig Brewer (2005)
- King's Ransom, regia di Jeffrey W. Byrd (2005)
- Scary Movie 4, regia di David Zucker (2006)
- The Departed - Il bene e il male (The Departed), regia di Martin Scorsese (2006)
- Transformers, regia di Michael Bay (2007)
- Piacere, sono un po' incinta (The Back-up Plan), regia di Alan Poul (2010)
- Scream 4, regia di Wes Craven (2011)
- Un anno da leoni (The Big Year), regia di David Frankel (2011)
- The Power of Few - Il potere dei pochi (The Power of Few), regia di Leone Marucci (2013)
- Il grande match (Grudge Match), regia di Peter Segal (2013)
- The Town That Dreaded Sundown, regia di Alfonso Gomez-Rejon (2014)
- La bottega del barbiere 3 (Barbershop: The Next Cut), regia di Malcolm D. Lee (2016)
- Hot Bot, regia di Michael Polish (2016)
- G20, regia di Patricia Riggen (2025)

#### Televisione
- Tutto in famiglia (My Wife and Kids) - serie TV, 2 episodi (2001)
- All About the Andersons – serie TV, 16 episodi (2003-2004)
- Veronica Mars – serie TV, episodi 1x13 (2005)
- The Shield – serie TV, 15 episodi (2005-2007)
- Law & Order - Unità vittime speciali – serie TV, episodio 7x20 (2006)
- Til Death - Per tutta la vita ('Til Death) – serie TV, 6 episodi (2006-2007)
- K-Ville – serie TV, 11 episodi (2007-2008)
- Law & Order - I due volti della giustizia (Law & Order) – serie TV, 60 episodi (2008-2010-2022)     Kevin Bernard
- Shameless - serie TV, 1 episodio (2011)
- Psych - serie TV, 1 episodio (2012)
- Guys with Kids – serie TV, 13 episodi (2012-2013)
- Treme – serie TV (2010-2013)
- Rake – serie TV, 1 episodio (2014)
- Black-ish – serie TV, 72 episodi (2014-2022)

### Doppiatore
- Cappuccetto Rosso e gli insoliti sospetti (Hoodwinked!), regia di Cory Edwards (2006)
- Arthur e il popolo dei Minimei (2006)
- Le avventure di Sammy (2010)
- Ferdinand, regia di Carlos Saldanha (2017)
- Dumbo, regia di Tim Burton (2019)

## Doppiatori italiani
Nelle versioni in italiano delle opere in cui ha recitato, Anthony Anderson è stato doppiato da:
- Fabrizio Vidale in Ferite mortali, Romeo deve morire, Law & Order - I due volti della giustizia, Amici x la morte, Spot - Supercane anticrimine, Kangaroo Jack - Prendi i soldi e salta, Hustle & Flow - Il colore della musica, Scream 4, Black-ish, G20
- Franco Mannella in Io, me & Irene, La bottega del barbiere, Scary Movie 3 - Una risata vi seppellirà, Il padre di mio figlio, Scary Movie 4
- Luigi Ferraro in Tutto in famiglia, The Shield, Law & Order - Unità vittime speciali
- Nanni Baldini in Piacere, sono un po' incinta
- Corrado Conforti in Shameless
- Enzo Avolio in Life
- Gianluca Machelli in The Departed - Il bene e il male
- Gianluca Tusco in Agente Cody Banks 2 - Destinazione Londra
- Leonardo Graziano in La squadra del cuore
- Marco Balzarotti in Richie Rich
- Massimo De Ambrosis in Transformers
- Pasquale Anselmo in Veronica Mars
- Roberto Stocchi in Big Mama
- Simone Mori in Un gioco per due
- Vladimiro Conti in American Trip
- Roberto Draghetti in Un anno da leoni
- Roberto Certomà in Psych
- Giuseppe Calvetti in The Town That Dreaded Sundown
- Francesco Meoni in You People

Da doppiatore è sostituito da:
- Fabrizio Vidale in Cappuccetto Rosso e gli insoliti sospetti
- Gianluca Crisafi in Ferdinand